# Microregione di Peçanha
Peçanha è una microregione del Minas Gerais in Brasile, appartenente alla mesoregione di Vale do Rio Doce.

## Comuni
È suddivisa in 9 comuni:
- Água Boa
- Cantagalo
- Frei Lagonegro
- José Raydan
- Peçanha
- Santa Maria do Suaçuí
- São José do Jacuri
- São Pedro do Suaçuí
- São Sebastião do Maranhão